# De Tomaso Mangusta
De De Tomaso Mangusta is een sportwagen van de Italiaanse autofabrikant De Tomaso die tussen 1967 en 1971 geproduceerd werd. Het was het tweede productiemodel van De Tomaso en de voorganger van de bekendere De Tomaso Pantera.

## Historiek
Mangusta is het Italiaanse woord voor mangoest, een dier dat cobra's kan doden. Naar verluidt werd de wagen zo genoemd wegens een mislukte deal tussen De Tomaso en Carroll Shelby. Alejandro de Tomaso had eind 1964 aangeboden om Carroll Shelby te helpen bij het ontwikkelen van een nieuwe Can-Am-raceauto toen bleek dat de Shelby Cobra daar niet zou kunnen concurreren. Onenigheid over het ontwerp van de auto en het feit dat De Tomaso er niet in slaagde om de overeengekomen vijf raceauto's binnen de deadline voor het Can-Am-seizoen van 1965 af te leveren, zorgden ervoor dat Shelby uit het project stapte. De Tomaso werkte met de hulp van Carrosseria Ghia de wagen alsnog verder af onder de projectnaam P70. Het enige prototype werd gepresenteerd op het Autosalon van Turijn in 1965 als de De Tomaso Sport 5000.

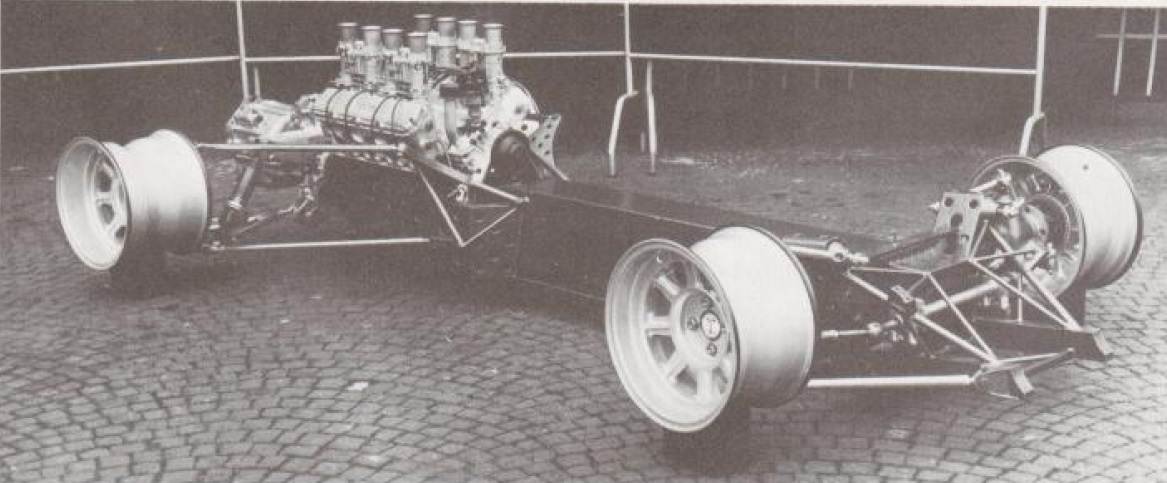
De Mangusta gebruikte een aangepaste versie van het De Tomaso P70 chassis

De Tomaso paste vervolgens het stalen chassis van de P70 aan en dit werd de basis voor de Mangusta, waarvan de carrosserie ontworpen werd door Giorgetto Giugiaro van Ghia. De Mangusta ging in productie in 1967, op hetzelfde ogenblik dat De Tomaso Ghia had gekocht.
Er werden in totaal 401 auto's gebouwd, waarvan ongeveer 150 voor de Europese markt bestemd waren. De rest werd verscheept naar Noord-Amerika. De eerste exemplaren kregen een krachtigere 4,7-liter Ford HiPo 289-motor, de latere auto's hadden een 4,9-liter Ford 302-motor.
De Mangusta werd in de Verenigde Staten ingevoerd via een federale vrijstelling die op de auto van toepassing was vanwege de kleine productieaantallen. Daardoor moest de wagen niet voldoen aan een aantal veiligheidsvoorschriften en kon de Mangusta er verkocht worden zonder veiligheidsgordels en met koplampen die veel lager gemonteerd waren dan de federale voorschriften toestonden. Toen deze vrijstelling afliep werd de voorkant van de wagen opnieuw ontworpen om plaats te bieden aan twee pop-up koplampen die de eerder aanwezige viervoudige ronde koplampen vervingen. In deze configuratie werden naar schatting 50 auto's geproduceerd.

## Specificaties
Een van de meest in het oog springende kenmerken van de Mangusta is de in het midden scharnierende tweedelige motorkap die vergelijkbaar is met vleugeldeuren. De Europese versie werd aangedreven door een centraal gemonteerde 4,7-liter Ford 289 V8-motor met 228 kW (306 pk), gekoppeld aan een handgeschakelde vijfversnellingsbak van ZF. In Noord-Amerika werd een 4,9-liter Ford 302 V8-motor met 170 kW (230 pk) gebruikt. De 4,7-liter V8-motor werd later ook in de Europese versie vervangen door de 4,9-liter V8-motor.
De wagen was voorzien van schijfremmen rondom, onafhankelijke wielophanging, tandheugelbesturing, airconditioning en elektrische ruiten.
De Mangusta was voor die tijd relatief goedkoop, maar de ongelijke gewichtsverdeling met bijna 70% op de achteras en het weinig solide chassis zorgden ervoor dat de wagen last had van stabiliteitsproblemen en een slechte wegligging. Het passagierscompartiment was aan de krappe kant en had een extreem lage bodemvrijheid.

## Fotogalerij

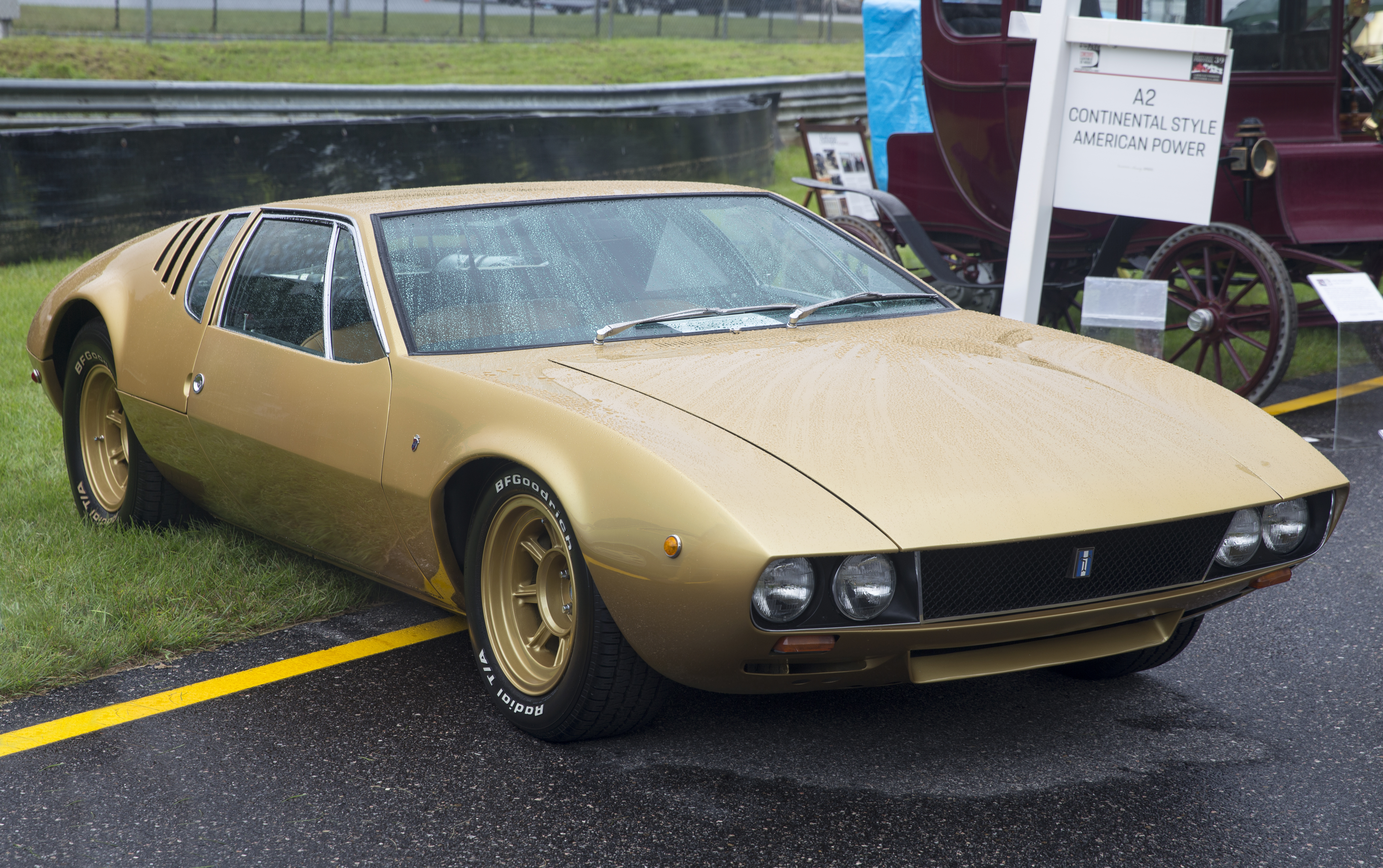
De Tomaso Mangusta (1969)
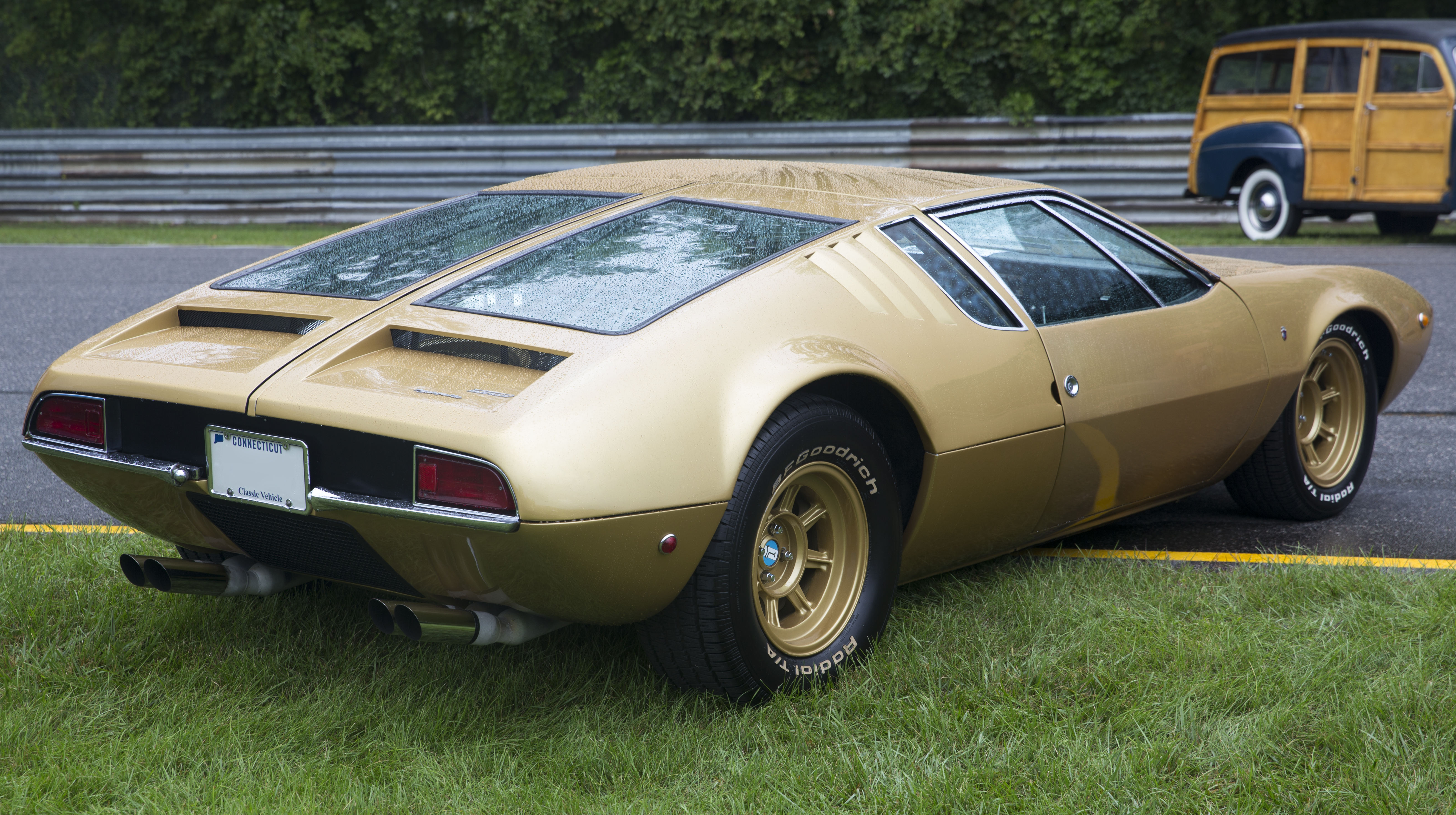
De Tomaso Mangusta (1969), achteraanzicht
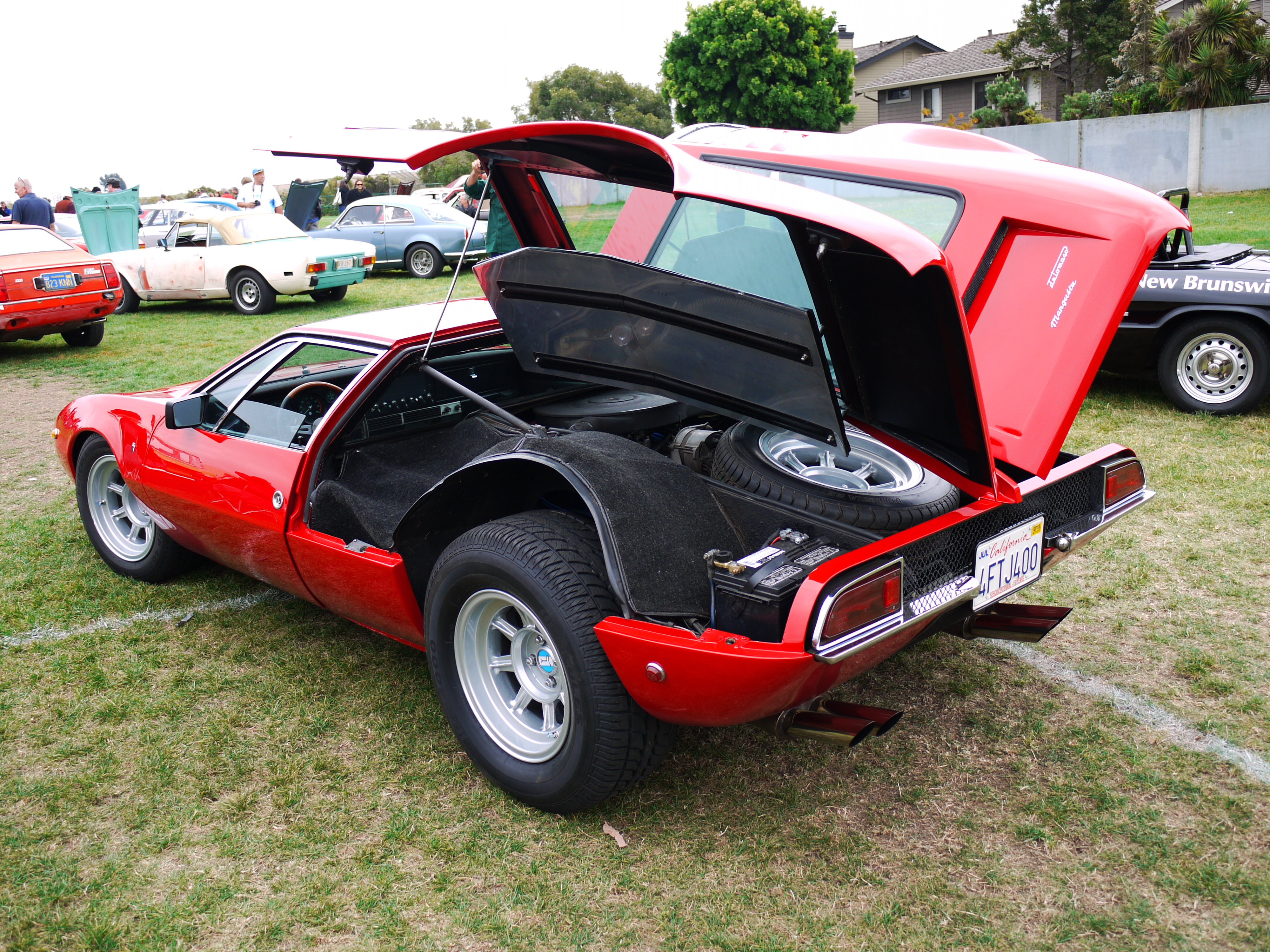
De vleugeldeuren boven het motor- en bagagecompartiment
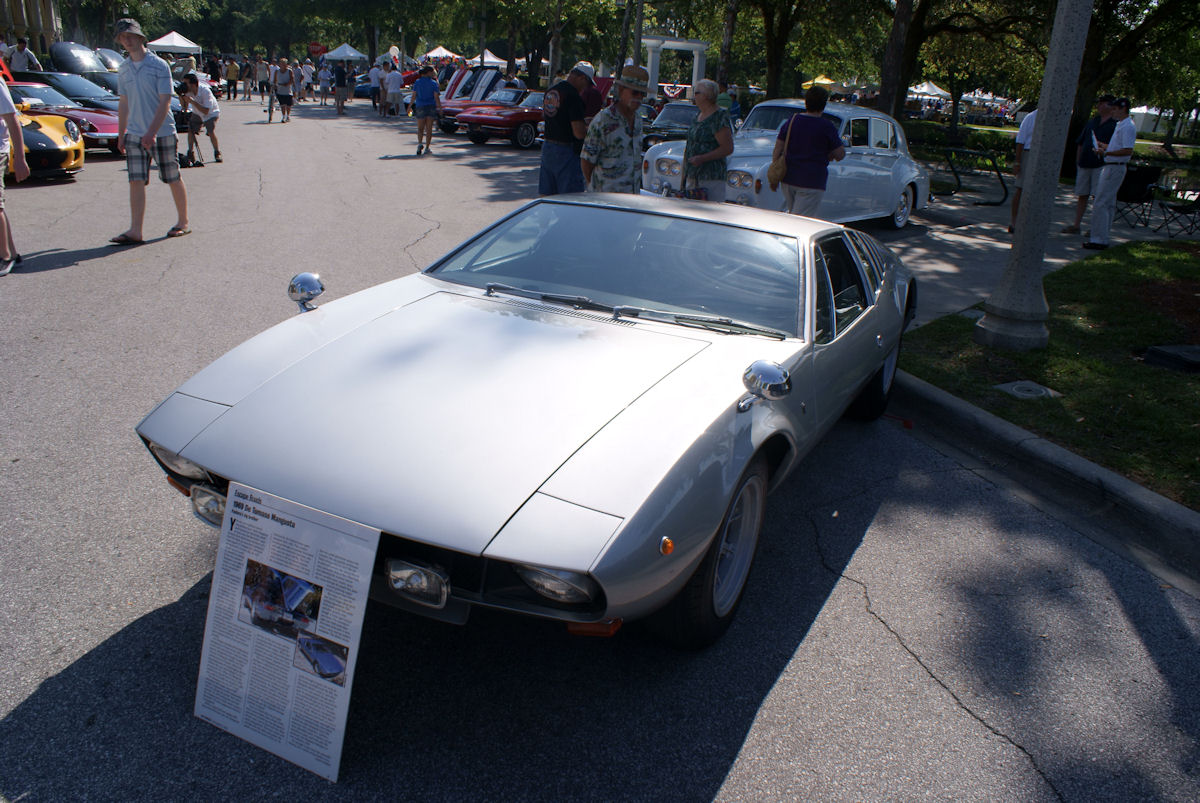
Het redesign voor de Amerikaanse markt met de pop-up koplampen